# Lollipop (chanson des Chordettes)
Singles de Ronald & Ruby
Love Birds
(1959)
Singles de Chordettes
Photographs
(1957) Zorro
(1958)
Lollipop est une chanson écrite par Beverly Ross et Julius Dixson, notamment célèbre dans l'interprétation du groupe vocal féminin (girl group) américain Les Chordettes.
Originellement, la chanson a été enregistrée en 1957 par Beverly Ross elle-même en duo avec un garçon voisin appelé Ronald Gumps. Ils l'ont sorti, sous le nom du duo Ronald & Ruby,,  en single (sous le label RCA Records en 1958) et le single a atteint la 20e place du Hot 100 du magazine musical américain Billboard (en mars 1958), mais ensuite les médias ont découvert que le garçon était noir et les radios ont arrêté de jouer la chanson (parce que la fille était blanche et le garçon était noir).
Ensuite, la chanson a été reprise par le girl group blanc Les Chordettes. Publiée en single (sous le label Cadence Records) en 1958, sa version a atteint la 2e place du Hot 100 de Billboard dans la semaine du 3 octobre et a gardé cette place pour plusieurs semaines.
La chanson a aussi été reprise par les Mudlarks (la même année 1958). Leur version était populaire au Royaume-Uni où elle a atteint la 2e place.